# Соціальна мережа

Популярність порталів соціальних мереж у світі станом на 2015 рік

Соціа́льна мере́жа, також суспі́льна мере́жа — соціальна структура, утворена індивідами або організаціями. Вона відбиває розмаїті зв'язки між ними через різноманітні соціальні взаємовідносини, починаючи з випадкових знайомств і закінчуючи тісними родинними зв'язками. Вперше термін було запропоновано в 1954 році Дж. А. Барнесом (в роботі Class and Committees in a Norwegian Island Parish, «Human Relations»). Максимальний розмір соціальних мереж становить близько 150 осіб, а середній — 123 (Хілл та Данбар, 2002).
Аналіз соціальних мереж (має стосунок із теорією мереж) перетворився на основний метод досліджень в сучасній соціології, антропології, географії, соціальній психології, інформатиці  та дослідженні організацій, а також поширену тему для досліджень та дискусій. Дослідження в декількох академічних сферах показали, що соціальні мережі діють на багатьох рівнях, починаючи від родин і закінчуючи цілими націями, та відіграють важливу роль в тому, як розв'язуються проблеми, працюють організації та досягають успіху на шляху до власних цілей індивіди.
Соціальними мережами називають також інтернет-програми, які допомагають друзям, бізнес-партнерам або іншим особам спілкуватись та встановлювати зв'язки між собою, використовуючи набір інструментів. Ці програми, знані як «Онлайнові соціальні мережі», стають дедалі популярнішими.

## Загальна інформація про соціальні мережі

Приклад схеми зв'язків у соціальних мережах. В соціальній мережі ліворуч індивід, позначений блакитним, має найбільше зв'язків у середині своєї соціальної мережі. В ідеальній ситуації він мав би бути лідером або керівником групи чи організації. Індивіди, позначені зеленим, мають зв'язки з іншими соціальними групами і можуть виступати в ролі передавачів інформації між мережами.

Теорія соціальних мереж розглядає соціальні взаємовідносини в термінах вузлів та зв'язків. Вузли є відособленими акторами в мережах, а зв'язки відповідають стосункам між акторами. Може існувати багато типів зв'язків між вузлами. У найпростішій формі соціальна мережа є відбиттям всіх зв'язків, які мають відношення до дослідження, між вузлами. Мережі можуть використовувати для встановлення соціального капіталу окремих акторів. Ці концепції часто відбиваються на діаграмі соціальної мережі, на якій вузлам відповідають точки, а зв'язкам — лінії.
Форма соціальної мережі допомагає визначити ступінь своєї корисності для її учасників. Менші, зв'язаніші мережі можуть бути менш корисними для своїх учасників, ніж мережі з багатьма слабкими зв'язками з особами ззовні від основної мережі. «Відкритіші» мережі, з багатьма слабкими зв'язками та соціальними взаєминами, імовірніше будуть пропонувати нові ідеї та можливості для своїх учасників, аніж зачинені мережі з багатьма надлишковими зв'язками. Іншими словами, група знайомих друзів, які спілкуються лише один з одним вже володіє спільними знаннями та можливостями. Група осіб, із зв'язками з іншими соціальними спільнотами, імовірно, отримуватиме доступ до ширшого діапазону інформації. Для досягнення успіху індивідам краще мати зв'язки з декількома мережами, аніж багато зв'язків у межах однієї мережі. Аналогічно, індивіди можуть впливати або діяти в ролі брокера в середині своїх соціальних мереж, з'єднуючи дві мережі, в яких відсутні безпосередні зв'язки (має назву заповнення соціальних дір).
Сила теорії соціальних мереж у її відмінності від традиційних соціологічних наук, згідно з якими вважається, що саме атрибути окремих акторів — дружність або недружність, рівень інтелекту тощо — відіграють основну роль. У теорії соціальних мереж використовують інший погляд, коли атрибути окремих акторів менш важливі, аніж стосунки та зв'язки з іншими акторами в мережі. Цей підхід виявився корисним при поясненні багатьох реальних явищ, але залишає менше простору для індивідуальних дій, можливостей індивідів впливати на свій успіх, позаяк багато залежить від структури їхньої мережі.
Соціальні мережі також використовували для дослідження того, як взаємодіють компанії, характеризуючи багато неформальних зв'язків, які поєднують між собою представників керівництв, а також асоціації та зв'язки між окремими робітниками в різних компаніях. Ці мережі дають можливості компаніям збирати інформацію, утримувати конкуренцію та навіть таємно змовлятись про встановлення цін або політик.

## Застосування теорії соціальних мереж

### Застосування в соціології
Застосування теорії соціальних мереж у соціології почалось із досліджень урбанізації «Манчестерською Школою» (зібраної навколо Макса Глюкмана), які проводились, переважно, в Замбії в 1960-х роках. Вслід за ними була поява соціометрії, яка намагалась вимірювати соціальні взаємовідношення. Вчені, наприклад Марк Грановеттер, розширювали застосування соціальних мереж, і вони тепер використовуються для полегшення пояснення багатьох реальних явищ в соціології. Було з'ясовано що, наприклад, в організаціях владу мають індивіди, які знаходяться в середині багатьох соціальних зв'язків, а не особи, які обіймають деяку посаду. Соціальні мережі також відіграють ключову роль, принаймні робітників, в успішності фірм та в ефективності роботи.
Теорія соціальних мереж є надзвичайно активно досліджуваною галуззю науки. Міжнародна мережа аналізу соціальних мереж є дослідницькою асоціацією дослідників соціальних мереж. Багато дослідницьких інструментів для аналізу соціальних мереж доступні в Інтернеті (наприклад «UCINet», або пакет «network» для R) та порівняно легкі у використанні для представлення зображень мереж.
Теорія проникнення інновацій досліджує соціальні мережі та їхню роль у впливі на поширення нових ідей та практик. Агенти змін та неформальні лідери часто грають основні ролі в спонуканні до впровадження інновацій, хоча властивості самих інновацій також мають значення.

### Поширені застосування
Так зване правило 150 стверджує, що розмір справжньої соціальної мережі обмежується приблизно 150 членами (іноді називається числом Данбара). Правило походить із міжкультурних досліджень у соціології та, особливо, в антропології максимального розміру села (відповідно до сучасної моди можна розуміти як екосело). Ця кількість визначається на основі теоретичних обчислень в еволюційній психології, і може відповідати певній середньостатистичній межі спроможностей людини розпізнавати членів та відстежувати емоційні події про членів групи. Однак, це також може бути і через економіку та потребу відстежувати «дармоїдів», оскільки більші групи створюють сприятливіші умови для шахраїв та брехунів.

### Ступені віддаленості та Глобальна соціальна мережа
У феномені малого світу висувається гіпотеза про те, що ланцюг соціальних знайомств, який з'єднує одну довільну людину з іншою довільною людиною будь-де у світі, взагалі кажучи, має малу довжину. Ця концепція призвела до появи відомої фрази про шість ступенів віддалення, після проведення експерименту під назвою «малий світ» психологом Стенлі Мілгремом, який встановив, що двох випадкових громадян США можна з'єднати через максимум шістьох знайомих. У поточних експериментах в Інтернеті продовжуються дослідження цього явища, включаючи експерименти в університеті штату Огайо Проєкт Малий Електронний Світ та Колумбії Проєкт Малий Світ. Станом на 2005 рік ці експерименти підтвердили, що достатньо приблизно від п'яти до семи ступенів віддалення, аби з'єднати будь-яких двох людей в Інтернеті.

### Соціальні мережі в Інтернеті
Першим інтернет-сайтом, який пропонував можливості роботи із соціальними мережами, був classmates.com, який з'явився в 1995 році. У слід за ним, в 1997 році з'явився SixDegrees.com. Починаючи з 2001 року, почали з'являтися сайти, в яких використовували технологію під назвою Коло друзів. Ця форма соціальних мереж, яку широко використовують у віртуальних спільнотах, набула широкої популярності в 2002 році та розквітнула з появою сайту Friendster. Наразі існує більш ніж 200 сайтів з можливостями організації соціальних мереж. Популярність цих сайтів постійно зростала, і в 2005 році було більше переглядів сторінок сайту MySpace, аніж сайту Google. 2004 року була створена найбільша на сьогодні соціальна мережа у світі — Facebook.
Google також пропонує вебсайт із можливостями роботи із соціальними мережами orkut, який було запущено в 2004 році. Соціальні мережі почали розглядатись як складова інтернет-стратегії приблизно в той самий час: в березні 2005, Yahoo запустила Yahoo! 360°, а в липні 2005 News Corportaion запустила MySpace.
У цих спільнотах група перших користувачів спочатку надсилає запрошення членам власних соціальних мереж приєднатись до спільноти сайту. Нові члени повторюють цей процес, збільшуючи загальну кількість учасників та зв'язків у мережі. Сайти також пропонують такі можливості, як автоматичне оновлення адресних книг, перегляд особистої інформації один одного, утворення нових зв'язків за допомогою «служб знайомств» та інших форм соціальних зв'язків у мережі. Соціальні мережі також можуть організовуватись навколо ділових стосунків, як, наприклад, у випадку LinkedIn чи XING.
Змішування мереж — підхід до соціальних мереж, який комбінує особисті зустрічі та елементи комунікації в мережі. MySpace, наприклад, будується на основі незалежних музичних та святкових сцен, а Facebook віддзеркалює університетські спільноти. Нові соціальні мережі в Інтернеті дедалі більше зосереджуються на певних галузях, наприклад, на мистецтві, тенісі, футболі, автомобілях та навіть пластичній хірургії.
Більшість соціальних мереж в Інтернеті є публічними, дозволяючи будь-кому приєднатись. Деякі організації, такі як великі корпорації, також мають доступ до приватних служб соціальних мереж, наприклад Enterprise Relationship Management. Вони встановлюють ці програми на власних серверах та надають можливість робітникам оприлюднювати свої мережі контактів та відносин із зовнішніми особами та компаніями.
Найвідоміші соціальні мережі світу: Facebook, Foursquare, Google+, imo.im, Instagram, Linkedln.
Інші приклади соціальних мереж: в Інтернеті — мережа для обміну фотографій Flickr, персональний онлайн-щоденник LiveJournal.
У липні 2020 року аудиторія соцмереж вперше склала більше ніж половину населення Землі.

## Інтернет-ресурси
- International Network for Social Network Analysis
- Social Networks
- Network Science
- Journal of Social Structure
- Journal of Mathematical Sociology
- Social Network Analysis and Mining (SNAM)
- INSNA – Connections Journal. Connections Bulletin of the International Network for Social Network Analysis. Toronto: International Network for Social Network Analysis. ISSN 0226-1766. Архів оригіналу за 18 липня 2013.
- Networks, Crowds, and Markets (2010) by D. Easley & J. Kleinberg
- Introduction to Social Networks Methods (2005) by R. Hanneman & M. Riddle
- Social Network Analysis Instructional Web Site by S. Borgatti
- Guide for virtual social networks for public administrations (2015) by Mauro D. Ríos (in Spanish)